# Willi Wessel
Pour les articles homonymes, voir Wessel.
Willi Wessel (né le 7 janvier 1937 à Diepenau) est un homme politique allemand et membre du Landtag de Rhénanie-du-Nord-Westphalie (SPD).

## Biographie
Après l'école primaire, il suit une formation d'apprenti minier et est mineur jusqu'en 1957. Après avoir réussi l'examen Hauer, il occupe le poste de Hauer jusqu'en 1970. Il devient ensuite directeur des opérations, directeur du travail et directeur général de diverses entreprises.
Wessel est membre du SPD depuis 1955. Il est actif dans de nombreux organes du parti, dont en tant que président de l'association municipale SPD Herten. Depuis 1952, il est membre de IG Bergbau und Energie.

## Parlementaire
Du 29 mai 1980 jusqu'au 30 mai 1990 Wessel est membre du Landtag de Rhénanie-du-Nord-Westphalie. Il est élu dans la 81e circonscription Recklinghausen I.
Il est membre du conseil municipal de Herten de 1964 à 1991 et de 2004 à 2006 et est maire de 1975 à 1991. De 1969 à 1980, Wessel est membre du conseil de l'arrondissement de Recklinghausen.

## Honneurs
En 1996, Wessel est fait chevalier de l'ordre du Mérite de la République fédérale d'Allemagne. En 2007, la ville de Herten lui a accordé la citoyenneté d'honneur.